# Bill Green
Bill Green, geboren als William Ernest Green (Kansas City, 28 februari 1925 - Los Angeles, 29 juli 1996), was een Amerikaanse jazzsaxofonist, -klarinettist, -fluitist en -hoboïst.

## Biografie
Green leerde als jeugdige altsaxofoon en klarinet en speelde tot zijn 15e levensjaar in een WPA-band in Kansas City. Na beëindiging van zijn highschooltijd diende hij in de United States Navy, waarbij hij langer dienst deed in San Diego. Vanaf 1945/1946 was hij in Los Angeles, waar hij deel uitmaakte van het Central Avenue jazzcircuit en waar hij onder andere speelde met Buddy Collette. Van 1947 tot 1952 studeerde hij aan het conservatorium in Los Angeles met een mastergraad. Daarna werkte hij meestal als freelancer en studiomuzikant in Los Angeles (onder andere in de film Young Man with a Horn en de tv-series M Squad, Shogun en de Flip Wilson Show). Hij onderwees echter ook van 1952 tot 1962 aan het conservatorium en speelde 's nachts in jazzclubs. Tijdens de jaren 1950 speelde hij onder andere onder Gerald Wilson en Benny Carter (met wie hij ook opnam), tijdens de jaren 1960 met Nelson Riddle, maar ook vaak onder Quincy Jones, Buddy Rich, Oliver Nelson en met Burt Bacharach.
Eind jaren 1950 en begin jaren 1960 leidde Green een Allstar-band in de Marty's Jazzclub in Los Angeles. Hij begeleidde tijdens de jaren 1980 Ella Fitzgerald, Sarah Vaughan, Carmen McRae en andere zangers, speelde met de Clayton Hamilton Band (waarmee hij ook opnam), de bigband Juggernaut van Frank Capp en Nat Pierce, speelde met Lionel Hampton, Woody Herman, Sonny Rollins, Gene Ammons, nam op met Dizzy Gillespie, Gene Harris, Louie Bellson en Buddy Collette en vele anderen. Tijdens de jaren 1980 speelde hij ook klarinet in de Highland Park Symphony. Tom Lord catalogiseerde meer dan 130 sessies.
Hij onderwees ook (naast het conservatorium van Los Angeles) onder andere aan de University of California, Los Angeles, de California State University en de University of Southern California. Hij was in 1991 «Educator of the Year» van de LA Jazz Society. In 1965 was hij op het Monterey Jazz Festival met het Gil Fuller Orchestra.
Hij telde niet alleen als betrouwbare studiomuzikant, maar ook als voortreffelijke solist op sopraan- en baritonsaxofoon. Tot zijn favoriete muzikanten telden Benny Carter, Lucky Thompson, Charlie Parker en Don Byas.

## Overlijden
Bill Green overleed in juli 1996 op 71-jarige leeftijd.